# Tuscarora

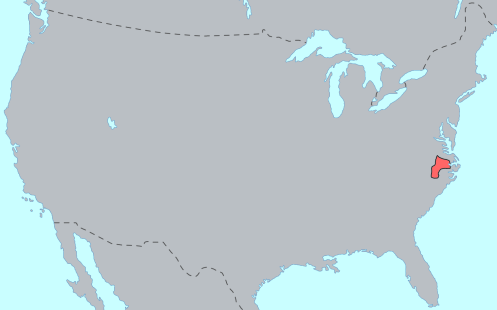
Tuscaroras ursprungliga bosättningsområde, innan de förenades med Irokesförbundet.

Tuscarora är ett av de irokesiska folk vilka ingår i Irokesförbundet. Folket var det sista att upptas i förbundet. Tuscarorafolkets ursprungliga bosättningsområde var i dagens North Carolina och Virginia. Det var här som de europeiska kolonisatörerna stötte på nationen för första gången. Under 1700-talet utkämpade Tuscarora blodiga krig mot kolonisterna, men i brist på allierade förlorade de och flyttade norrut till områden i kolonin New York. Här upptogs man i Irokesförbundet. De ättlingar som finns kvar av tuscarorafolket lever numera i ett reservat i närheten av Niagarafallen. 